# Temnothorax liqiu
Temnothorax liqiu (лат.) — вид мелких муравьёв рода Temnothorax из подсемейства мирмицины (Formicidae). Встречается в Китае.

## Этимология
Видовое название T. liqiu происходит от слова «Lìqiū» (立秋, «лицю», «начало осени»), обозначающего один из 24 сроков (знаков зодиака) традиционного Китайского солнечного календаря (знак Лев, с 8 августа).

## Распространение и экология
Китай: Сычуань, Юньнань. Этот вид обитает в альпийском хвойном лесу, в лесу из  сосны юньнаньской (Pinus yunnanensis) и хвойно-широколиственном смешанном лесу на высоте 2240—3280 м, фуражирует на земле и в почве, гнездится в почве.

## Описание
Мелкие муравьи (около 3 мм), основная окраска тела желтовато-коричневая. Новый вид сходен с T. xiaoshu, но отличается тем, что у нового вида дорсум головы и мезосома мелко сетчатые, при боковом виде петиолярный узел грубо трапециевидный с широко округлым дорсумом, и цвет тела красновато-коричневый, голова черновато-коричневая; у T. xiaoshu дорсум головы и мезосома грубо сетчатые, при боковом виде петиолярный узел грубо конический с узко округлым дорсом, и цвет тела оранжевый, брюшко черновато-коричневый. Новый вид также сходен с T. dashu, но отличается тем, что у нового вида проподеальные шипы коротко зубчатые и слабо длиннее их базальной ширины при виде сбоку, метанотальная борозда явно вдавлена, дорсум головы слабо сетчатый сзади; у T. dashu проподеальные шипы остроугольные и короче их базальной ширины при виде сбоку, метанотальная борозда слабо вдавлена, дорсум головы сильно сетчатый сзади. Этот новый вид также сходен с T. xiaohan, но отличается от него метанотальной бороздкой, явно вдавленной при виде сбоку, петиолярным узлом, симметричным и почти трапециевидным, бока пронотума сетчатые, дорсум головы слабо сетчатый сзади; у T. xiaohan метанотальная бороздка отсутствует при виде сбоку, петиолярный узел асимметричный и почти треугольный, переднеспинка сбоков продольно морщинистая, дорсум головы сильно сетчатый сзади. Усики 12-члениковые. Вид был впервые описан в 2024 году китайскими мирмекологами Yu-Han Qian и Zheng-Hui Xu (Southwest Forestry University, Куньмин, Юньнань) по типовым материалам из Китая.

### Комментарии
1. ↑  В западном календаре это соответствует второй половине зодиакального знака Лев (с 8 августа), а в переводе означает «начало осени». Первой половине соответствует Dashu и назван вид Temnothorax dashu.